# Aspredinidae
Aspredinidae är en familj av fiskar som ingår i ordningen malartade fiskar (Siluriformes). Enligt Catalogue of Life omfattar familjen Aspredinidae 39 arter. De svenska trivialnamnet banjomalar förekommer för familjen.
Familjens medlemmar lever i bräckt vatten och i sötvatten. De förekommer i tropiska områden i Sydamerika. På bålen finns inga fjäll utan flera knölar. Arterna har en avplattad främre kropp. De flesta medlemmarna blir upp till 15 cm långa och Aspredo aspredo når ibland en längd av 42 cm.

## Bildgalleri

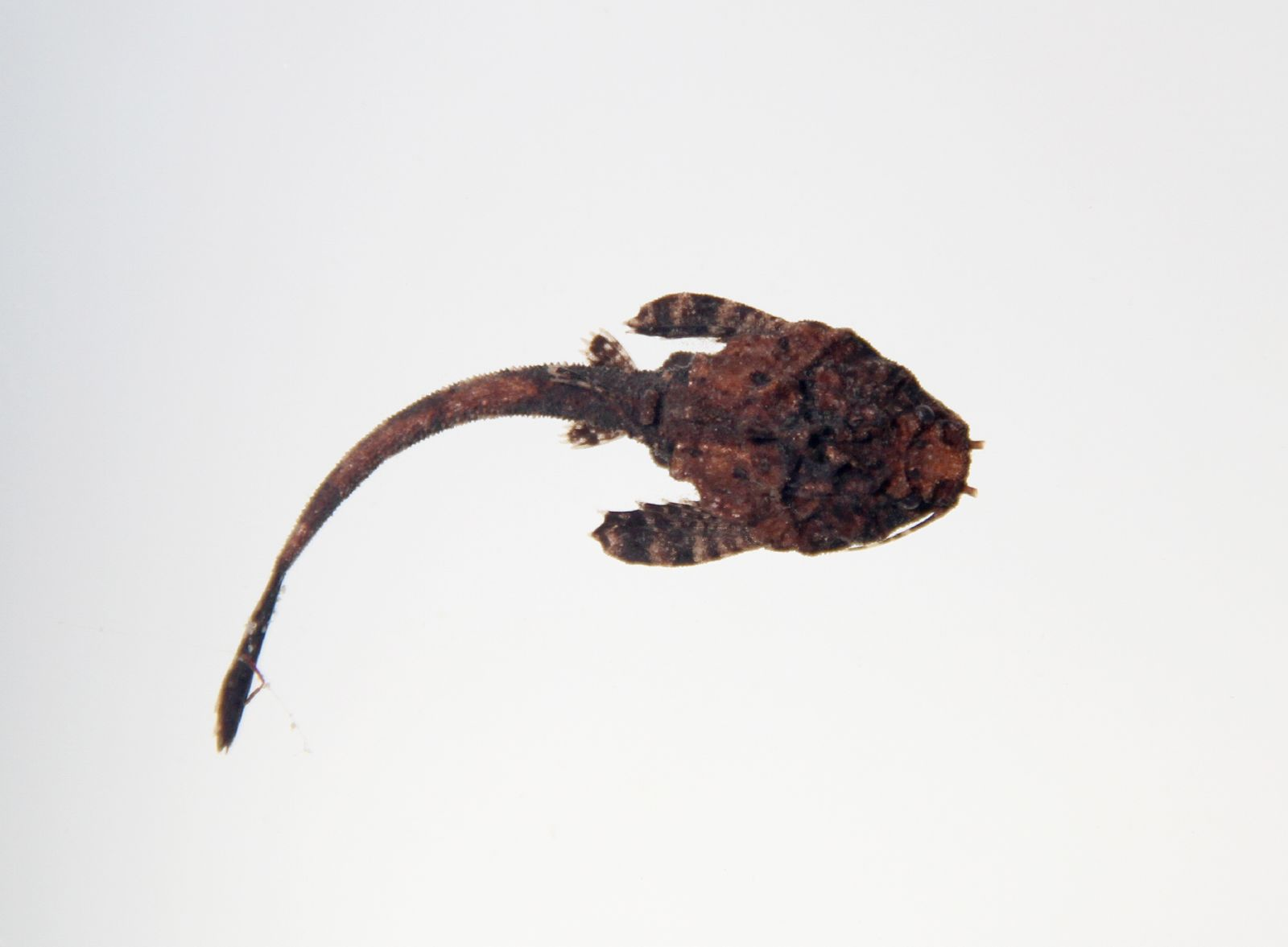

## Taxonomi
Släkten enligt Catalogue of Life:
- Acanthobunocephalus
- Amaralia
- Aspredinichthys
- Aspredo
- Bunocephalus
- Dupouyichthys
- Ernstichthys
- Hoplomyzon
- Micromyzon
- Platystacus
- Pseudobunocephalus
- Pterobunocephalus
- Xyliphius